# そこに鳴る
そこに鳴る（そこになる）は、日本のロックバンド。2015年、KOGA RECORDSよりインディーズデビュー。

## 概要
- 高校生のころ、凛として時雨のコピーバンド「凛としてくれ」として活動を開始。大学生となり同メンバーで「オリジナル曲を作ろう」という流れから現在の基盤ができる。その際に「そこに鳴る」というバンド名を付けた[4]。

- バンド名は、“そこ”や“鳴る”といった言葉の持つ曖昧なイメージから、受け手にモヤっとした感覚を与えることで名前を覚えもらいやすく、別の機会に再度見かけた際にも「どこかで見たことのある名前だな」と印象付けることを狙った。また、各々で異なる解釈ができる点も面白いということも名付けられた理由である[4]。別のインタビューでは「結成時、皆で携帯に好きな単語を打ち込んで、それを一斉に見せて組み合わせてこの名前になりました」とも語っている[5]。

## メンバー
- 鈴木 重厚（すずき じゅうこう、1991年11月15日（33歳） - ）：ギター、ボーカル、作詞、作曲

バンドとしてのルーツやコピーバンドを始めるきっかけは「凛として時雨」だが、それまではMONGOL800やGOING STEADY、また中学生の頃はEvery Little ThingやDo As Infinityなどのエイベックス系のアーティストを聞いていた。
楽器との最初の出会いは、鈴木の誕生日に祖母が購入してくれたアコースティックギター。
作詞をする際は英語などの外国語ではなく、歌詞の意味が伝わりやすい日本語で書くことに拘りを持っている。また、作り物と分かってしまうのが好きではないため「本音が見える歌詞」を書くことを大事にしている。
インタビュー等ではJ-POPをしたいと語っており、そこに鳴るの音楽性を「エクストリームJ-POP」と称している。
- 藤原 美咲（ふじわら みさき、1992年6月28日（33歳） - ）：ベース、ボーカル

小学生の頃に井上陽水を聴いたことがきっかけで音楽に興味を持ち始める。
中高生の頃に、BUMP OF CHICKEN、凛として時雨、9mm Parabellum Bullet、SLIPKNOT、THE FALL OF TROYといった自身の音楽的価値観の形成に大きく影響を与えたバンドと出会う。
鈴木と同じく学生時代に凛として時雨に影響を受け、共に同バンドのコピーバンドを組んでいた。
元々はギタリストだったが、凛として時雨のベーシスト・345に感銘を受けベースを始める。
- 斎藤翔斗（さいとう しょうと、1998年1月24日（27歳） - ）：ドラムス、ボーカル

そこに鳴るのサポートドラマーだった真矢（Shinya）の紹介によりメンバーと知り合い、サポート参加を経て2021年12月3日に恵比寿LIQUIDROOMで行った『ULTIMATE STRIKE TOUR 2021』のツアーファイナル公演から正式加入した。
音楽的なルーツは、高校の軽音部で出会ったHi-STANDARDやELLEGARDEN、後に自身で掘り下げていった海外のメロディック・パンクで、好きなバンドとしてlocofrankやHAWAIIAN6、dustboxの名を挙げている。

## 来歴

### 2011年
- 大阪にて結成[12]。

### 2013年
- 9月、心斎橋FANJにて自主企画を行い100人超動員[12]。

### 2014年
- 6月、無料配布音源をライブ会場にて配布開始し、約600枚を2週間で配り切る[12]。

### 2015年
- EP『I'm NOT a pirolian』にてKOGA RECORDSよりインディーズデビュー。同レーベル所属のBenthamと全国ツアーを実施[12]。
- 11月、初の台湾（THE WALL）公演。台湾の來吧!焙焙! Come on!BayBay!と共演[12]。

### 2016年
- 3月、EP『YAMINABE』リリース。全国10カ所の発売記念ツアーを実施[12]。
- 6月、ドラムのたけむらともひろが脱退[13]。

### 2017年
- 2月、『METALIN』をリリース。2017年2月度「タワレコメン」に抜擢。全国10カ所の発売記念ツアーを実施[12]。

### 2018年
- 5月、『ゼロ』をリリース。リード曲『掌で踊る』がYouTubeにて387万回再生を突破（2025年3月現在）[12]。
- 9月、ライブ会場限定シングル『re:program』をリリース。東名阪リリースツアーを実施し、ツアーファイナル渋谷milkyway公演がSOLD OUT[12]。

### 2019年
1月29日、ワンマンライブ『破壊と再生～そこに鳴る1st one man live～ 「力こそパワー」』を東京・下北沢SHELTERにて開催。
2月8日 - 2月24日、『そこに鳴るヨーロッパツアー "The Japanese Riff Explosion" European Tour February 2019』をドイツやフランスなど欧州6カ国で開催
。
3月16日、ミニアルバム『一閃』の発売に先駆け、収録曲「絶対的三分間」をフル収録した無料サンプラーを全国のタワーレコード店舗で配布。
4月3日、ミニアルバム『一閃』をリリース。
5月9日 - 6月21日、『「一閃」release tour ～ULTIMATE IMPACT～』を開催。
11月20日、シングル「complicated system」をリリース。DVD付きの初回限定盤には2019年1月に下北沢SHELTERで行われたワンマンライブ『力こそパワー』の映像を、CDのみの通常盤にはボーナストラックを2曲収録している。

### 2020年
10月7日、1stフルアルバム『超越』をリリース。DVD付きの初回限定盤には、2019年6月に東京・新代田FEVERで行われた「ULTIMATE IMPACT」のライブ映像を収録。
11月7日、1stフルアルバム『超越』の英国・欧州盤をJPU Recordsからリリース。
11月20日、初となるライブビデオ作品『LIVE "超越" DIGITAL EDITION 2020』をVimeoオンデマンドにて配信限定リリース。

### 2021年
2月3日 - 4月3日、ワンマンツアー『LIVE "超越" ONEMAN EDITION 2021』を開催。
6月23日、結成10周年を記念した7週連続CDリリース企画『7 ultimate materials』の始動とファンクラブサイト『そこに鳴る研究部』の立ち上げを発表。
8月4日、7週連続CDリリース企画『7 ultimate materials』の第1弾シングル「vermisst」をリリース。また、11月13日より発売記念東名阪ツアー『ULTIMATE STRIKE TOUR 2021』を開催することを発表した。
12月3日、ライブツアー『ULTIMATE STRIKE TOUR 2021』のファイナル公演にて、斎藤翔斗（ドラム）の正式加入を発表。正規メンバーでスリーピースを構成するのは約6年ぶりとなる。
12月7日、日本と台湾をオンラインでリアルタイムに繋ぎ行われたライブイベント『台日爆音BORDERLESS ～ONLINE TO TAIWAN2021～』へ出演。
12月23日、ガールズロックバンドTRiDENTのライブツアー『OVER GROUND Release Tour』の大阪バナナホール公演にゲストとして出演。

### 2022年
2月5日、レア曲限定ワンマンライブ「古の降臨 vol.2」を東京・下北沢ReGにて開催。
4月1日 - 5月13日、各公演毎に異なる対バンゲストを迎え行われたツーマンツアー『そこに鳴るpresents 翔斗のお披露目SHOW TIME ～対バンを招待～』を大阪・OSAKA MUSE（ゲスト：我儘ラキア）、愛知・名古屋ell.FITSALL（ゲスト：Suspended 4th）、東京・下北沢Shangri-La（ゲスト：感覚ピエロ）の3ヵ所で開催。
9月14日、斎藤翔斗（ドラム）正式加入後としては初となる通算6作目のミニ・アルバム『啓蒙して、尋常に』を発売。
11月10日 - 2023年1月13日、『そこに鳴る「啓蒙して、尋常に」 release one man tour『TOUR "啓蒙"』』を全国10都市10会場で開催。ツアー・ファイナルとなった下北沢シャングリラ公演では、バンド史上最大収容客数を記録した。

### 2023年
3月29日、オリックス・バファローズ スタメンオープニング映像曲として書き下ろした「闘争を継ぐ」を配信リリース。ミュージック・ビデオも制作し、バンドの公式YouTubeチャンネルで公開した。

### 2024年
1月11日、テレビアニメ『魔女と野獣』のオープニングテーマとして書き下ろした「相聞詩」を先行配信リリース。翌12日に同曲のミュージック・ビデオを公式YouTubeチャンネルで公開した後、2月14日にシングルCDとして発売した。
4月10日にはデジタルシングル3ヶ月連続リリース企画の第1弾シングル「in birth」を、5月8日には第2弾シングルで『オリックス・バファローズ 2024年シーズン スタメンオープニング映像曲』として書き下ろした「Endless me」を、6月12日には第3弾シングル「拝啓、黎明を知って」を配信リリースした。
7月24日には2ndフルアルバム『開眼証明』を発売。8月9日から9月29日まで、同アルバムを引っ提げたワンマンツアー『そこに鳴る oneman tour 2024「開眼証明」』を開催。

### 2025年
3月19日、テレビアニメ『FARMAGIA』エンディングテーマ「miss-dystopia」をCDシングルとして発売。
6月21日、デジタルシングル「此の戦場」をリリース。

## ディスコグラフィ

### デジタルシングル
| 発売日        | タイトル           |
| ------------- | ------------------ |
| 2023年3月29日 | 闘争を継ぐ         |
| 2024年4月10日 | in birth           |
| 2024年5月8日  | Endless me         |
| 2024年6月12日 | 拝啓、黎明を知って |
| 2025年6月21日 | 此の戦場           |

### 参加作品
| 発売日         | タイトル                              | 曲名         | 規格     | 品番     | 備考 |
| -------------- | ------------------------------------- | ------------ | -------- | -------- | --- |
| 2020年11月25日 | HAPPY CHRISTMAS FROM SHIMOKITA        | 氷上の埋葬   | CD       | KOGA-224 | 所属レーベル『KOGA RECORDS』による クリスマス & 冬ソング・コンピレーション。 「そこに鳴る」名義で参加。                                             |
| 2023年4月12日  | Payrin's「存在証明 / トトトカマトト」 | 存在証明     | 音楽配信 | -        | 鈴木重厚がギターで参加。 |
| 2025年2月5日   | 人生オーバー                          | 人生オーバー | 音楽配信 | -        | NexTone主催のカバー動画フェス 『Super CRIP 2024』にてカバーした音源を「そこに鳴る軽音部」名義でサブスク配信。 楽曲のオリジナルアーティストはharha。 |

### ミュージックビデオ
| 公開日         | タイトル                                  | ディレクター                                                    | 備考        |  |
| -------------- | ----------------------------------------- | --------------------------------------------------------------- | ----------- |  |
| 2015年2月7日   | pirorhythm stabilizer 〜only your world〜 | 小嶋貴之                                                        | [ 動画 1 ]  |  |
| 2016年2月5日   | エメラルドグリーン                        | 小嶋貴之                                                        | [ 動画 2 ]  |  |
| 2016年11月17日 | 新世界より                                | 小嶋貴之                                                        | [ 動画 3 ]  |  |
| 2017年2月2日   | METALIN                                   | 小嶋貴之                                                        | [ 動画 4 ]  |  |
| 2018年3月16日  | 掌で踊る                                  | 木村和亮                                                        | [ 動画 5 ]  |  |
| 2018年5月9日   | indelible time (LIVE MV)                  | 高山和久                                                        | [ 動画 6 ]  |  |
| 2018年8月18日  | re:program                                | 高山和久                                                        | [ 動画 7 ]  |  |
| 2019年2月28日  | 業に燃ゆ                                  | 木村和亮                                                        | [ 動画 8 ]  |  |
| 2019年4月3日   | 絶対的三分間                              | 木村和亮                                                        | [ 動画 9 ]  |  |
| 2019年11月15日 | complicated system                        |                                                                 | [ 動画 10 ] |  |
| 2020年8月21日  | Lament moment                             | 木村和亮                                                        | [ 動画 11 ] |  |
| 2020年10月13日 | 極限は刹那                                | 木村和亮                                                        | [ 動画 12 ] |  |
| 2021年4月1日   | white for                                 | 橋本侑次朗                                                      | [ 動画 13 ] |  |
| 2021年7月24日  | vermisst                                  | 鈴木重厚                                                        | [ 動画 14 ] |  |
| 2021年9月15日  | brilliant city                            | 鈴木重厚                                                        | [ 動画 15 ] |  |
| 2022年8月18日  | 最低                                      | 鈴木重厚                                                        | [ 動画 16 ] |  |
| 2022年10月21日 | 啓蒙して、尋常に                          | 小嶋貴之                                                        | [ 動画 17 ] |  |
| 2023年3月29日  | 闘争を継ぐ                                | 鈴木重厚（ディレクター） 川村健司（監督）                       | [ 動画 18 ] |  |
| 2024年1月12日  | 相聞詩                                    | Takuya Oyama (VANLI)                                            | [ 動画 19 ] |  |
| 2024年4月10日  | in birth                                  | 鈴木重厚（ディレクター） 川村健司（テクニカル・プロデューサー） | [ 動画 20 ] |  |
| 2024年6月12日  | 拝啓、黎明を知って                        | 鈴木重厚（ディレクター） 川村健司（テクニカル・プロデューサー） | [ 動画 21 ] |  |
| 2025年2月15日  | miss-dystopia                             | 鈴木重厚（ディレクター） 川村健司（テクニカル・プロデューサー） | [ 動画 22 ] |  |

### 楽曲提供
| アーティスト                                       | 曲名         | 収録作品                                | 備考 |
| -------------------------------------------------- | ------------ | --------------------------------------- | --- |
| アルシェ（CV：佐倉綾音）、チーカ（CV：水瀬いのり） | dis-dystopia | 『FARMAGIA オリジナルサウンドトラック』 | Nintendo Switch / PS5 / Steam向けソフト『FARMAGIA』テーマソング。鈴木重厚が作詞・作曲・編曲を手掛け、そこに鳴るが演奏で参加。 |

## タイアップ一覧
| 年     | 曲名          | タイアップ                                                         |
| ------ | ------------- | ------------------------------------------------------------------ |
| 2023年 | 闘争を継ぐ    | オリックス・バファローズ 2023年シーズン スタメンオープニング映像曲 |
| 2024年 | 相聞詩        | テレビアニメ『魔女と野獣』オープニングテーマ                       |
| 2024年 | Endless me    | オリックス・バファローズ 2024年シーズン スタメンオープニング映像曲 |
| 2025年 | miss-dystopia | テレビアニメ『FARMAGIA』エンディングテーマ                         |